# Koromašna
Koordinati:   43°39′24″N, 15°41′06″E
Koromašna je majhen nenaseljen otoček šibeniškega arhipelaga v srednji Dalmaciji.
Koromašna leži okoli 1 km vzhodno od srednjega dela otoka Žirje. Njegova površina meri 0,012 km², dolžina obalnega pasu je 0,47 km.